# Palácio Tiradentes
O Palácio Tiradentes foi inaugurado em 6 de maio de 1926 e localiza-se na cidade do Rio de Janeiro, no Brasil. Foi o antigo prédio da Câmara dos Deputados, entre 1926 e 1960, da Assembleia Legislativa do Estado da Guanabara, antes da fusão com o estado do Rio de Janeiro, entre 1960 e 1975 e da Assembleia Legislativa do Estado do Rio de Janeiro, entre 1975 e 2021.

## História

A antiga Casa de Câmara e Cadeia (Cadeia Velha), atual Palácio Tiradentes, onde ocorreu a Assembleia Constituinte do Brasil de 1823. E a primeira sede da Câmara dos Deputados.

O primeiro edifício era um parlamento imperial, construído no ano de 1640, que possuía no seu piso inferior uma cadeia chamada de "Cadeia Velha", onde eram abrigados os presos do período colonial e onde também esteve preso, por três anos, o inconfidente Joaquim José da Silva Xavier (o Tiradentes), enquanto aguardava a execução na forca, o que viria a acontecer no dia 21 de abril de 1792.
Na "cadeia velha" funcionou a sede do Senado da Câmara, ao mesmo tempo que continuava sendo uma prisão, até que em 1808 a sede da Câmara foi transferida para a Rua do Rosário e a prisão foi transferida para a Cadeia do Aljube, em razão da vinda da família real.
O local então passou a funcionar como alojamento para criadagem da Casa Real, tendo-se construído um passadiço ligando o prédio ao palácio de Dom João VI.
Após 1822, José Bonifácio de Andrada e Silva resolveu por reformar o lugar e destiná-lo a ser a sede Assembleia Geral Constituinte brasileira. É no então "paço da cadeia" que acontece em 1823 a chamada "noite da agonia", quando o Imperador Dom Pedro I determina o fechamento da primeira Assembleia Constituinte brasileira.
A Câmara dos Deputados funcionou neste prédio até 1914, quando foi transferida para o Palácio Monroe.

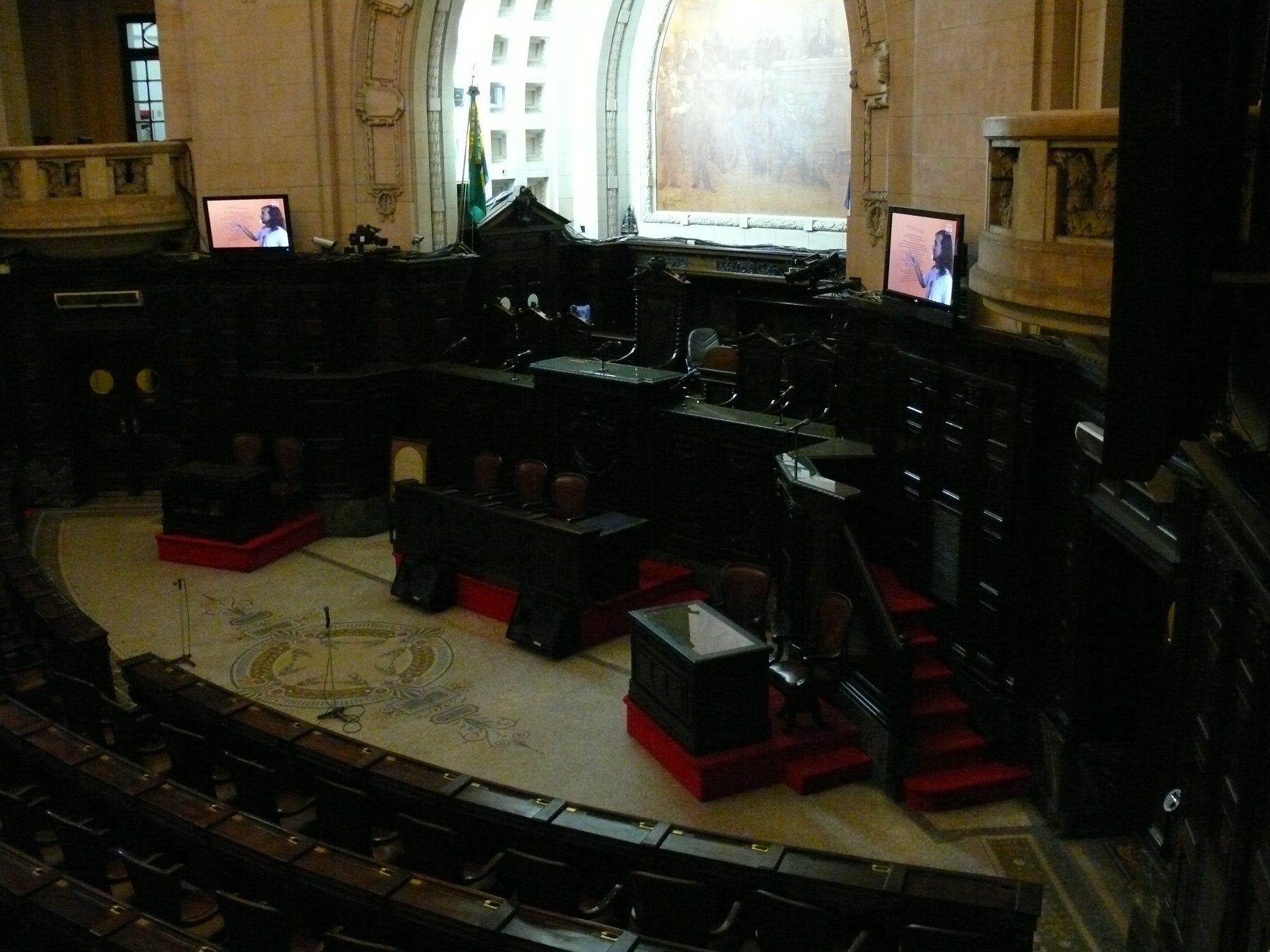
Plenário do Palácio

O prédio do parlamento imperial foi demolido em 1922, e deu lugar ao Palácio Tiradentes, edifício monumental projetado em Estilo Eclético por Archimedes Memoria e Francisque Couchet inaugurado em maio de 1926, que homenageia o alferes Tiradentes, e que hoje oferece aos visitantes uma exposição multimídia permanente, intitulada: Palácio Tiradentes: lugar de memória do Poder Legislativo.
Com a instauração do Estado Novo, em 1937, o Palácio Tiradentes passou a ser a sede do Departamento de Imprensa e Propaganda (DIP). Com o fim do Estado Novo voltou a abrigar a Câmara dos Deputados.

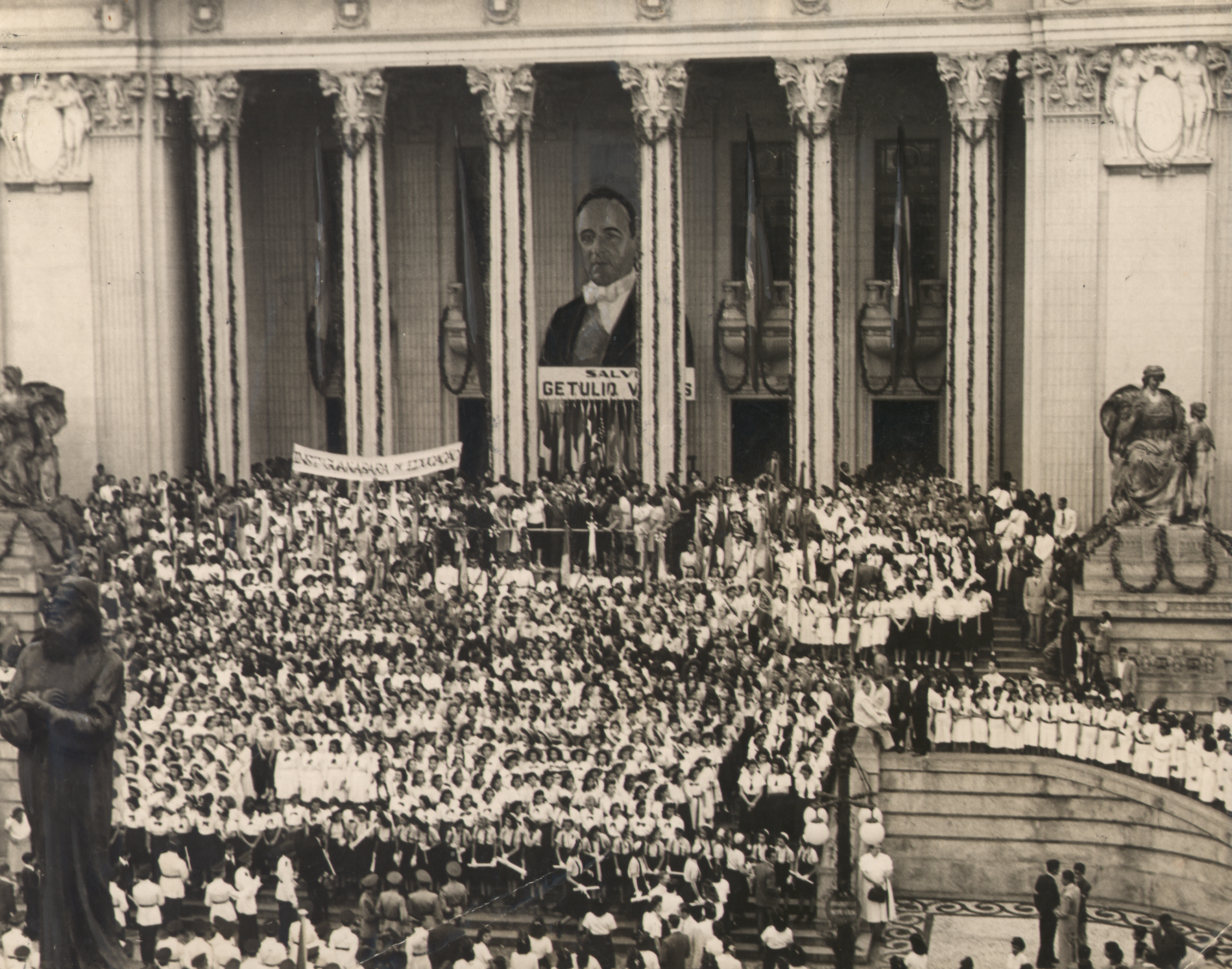
Manifestação de apoio a Getúlio Vargas em frente ao Palácio Tiradentes, em 1942.

Em 1960, com a mudança da capital federal para Brasília (com a última sessão do Congresso Nacional no palácio sendo realizada em 6 de abril do mesmo ano), a cidade do Rio de Janeiro passou a se compreender no estado da Guanabara e o Palácio Tiradentes passou a acolher a Assembleia Legislativa do Estado da Guanabara. O estado da Guanabara existiria entre 1960 e 1975, quando se fundiu ao estado do Rio de Janeiro e o Palácio Tiradentes passou a abrigar a  Assembleia Legislativa do Estado do Rio de Janeiro.

## Características
Em estilo eclético, a fachada é revestida por concreto armado. Destaca-se a cúpula, adornada com esculturas alegóricas representando a Independência e a República. Por dentro, a cúpula, ornamentada com pinturas de autoria do artista brasileiro Rodolfo Chambelland, ostenta um vitral pintado como o céu da noite de 15 de novembro de 1889. O prédio abriga ainda decorações realizadas por artistas renomados como Eliseu Visconti, Carlos Oswald e João Timóteo da Costa. O painel decorativo do plenário do Palácio Tiradentes foi executado por Eliseu Visconti em 1926 e representa a assinatura da primeira Constituição Republicana de 1891. No grande painel, restaurado em 2001, figuram em tamanho natural os retratos dos sessenta e três constituintes.

## Futuro
A Assembleia Legislativa está planejando mudar sua sede para o bairro Cidade Nova, na região central do Rio de Janeiro. Com isso, o Palácio Tiradentes perderá a sua função de sede do parlamento estadual e passará a sediar o Museu da Democracia. Em época da Olimpíada Rio2016, seu visual foi retocado e apresentou exposições como a do Artista Plástico Brasileiro João de Oliveira.